# Pandemia de COVID-19 na Índia
O primeiro caso da pandemia de COVID-19 na Índia foi relatado em 30 de janeiro de 2020, originário da China. Em 20 de março de 2025, o Conselho Indiano de Pesquisa Médica e o Ministério da Saúde e Bem-Estar Familiar confirmaram um total de 519 casos, 39 recuperações, 1 migração e 10 mortes no país. A taxa de infecção pelo COVID-19 na Índia é de 1,7, notavelmente mais baixa do que nos países mais afetados.
O surto foi declarado epidêmico em mais de uma dúzia de estados e territórios da união, onde foram invocadas as disposições da Lei de Doenças Epidêmicas, de 1897, e instituições educacionais e muitos estabelecimentos comerciais foram fechados. A Índia suspendeu todos os vistos de turista, pois a maioria dos casos confirmados estava vinculada a outros países.
Em 22 de março de 2020, a Índia experimentou um toque de recolher público voluntário de 14 horas, pelo primeiro-ministro Narendra Modi. O governo seguiu com bloqueios em 75 distritos onde ocorreram casos de COVID-19, bem como em todas as grandes cidades. Além disso, em 24 de março, o primeiro-ministro ordenou um bloqueio nacional por 21 dias, afetando toda a população de 1,3 bilhão de habitantes da Índia.
O diretor executivo da Organização Mundial da Saúde, Michael Ryan, disse que a Índia tinha "uma tremenda capacidade" de lidar com o surto de coronavírus e, como o segundo país mais populoso, terá um enorme impacto na capacidade mundial de lidar com ele.

## Cronologia
O país relatou seus três primeiros casos em Querala, todos estudantes que haviam retornado de Uane, na China. A transmissão aumentou no mês de março, depois que vários casos foram relatados em todo o país, a maioria dos quais estava ligada a pessoas com histórico de viagens nos países afetados. Em 10 de março de 2020, o total de casos chegou a 50. Em 12 de março, um homem de 76 anos que retornara da Arábia Saudita se tornou a primeira vítima do vírus no país. O total de casos atingiu 100 em 15 de março, 250 em 20 de março e 500 em 24 de março. O número de mortos chegou a 10 em 24 de março de 2020.
A segunda onda, em 2021, foi muito mais devastadora que a primeira. Em seu pico, ao longo de maio de 2021, cerca de 4000 mortes diárias chegaram a ser registradas. 

## Resposta

### Resposta do primeiro-ministro

#### Conferência da SAARC
'Se prepare, mas não entre em pânico' tem sido o mantra guia da Índia ao lidar com o surto do vírus. Nossa região registrou menos de 150 casos de coronavírus, mas precisamos permanecer vigilantes. A abordagem passo a passo ajudou a evitar o pânico, fez esforços especiais para alcançar grupos vulneráveis. —Primeiro-ministro Narendra Modi durante a videoconferência com os países da SAARC, 15 de março de 2020.
Em 13 de março, o primeiro-ministro Narendra Modi propôs que os países da SAARC lutassem em conjunto contra a pandemia, uma ideia que foi bem acolhida pelos líderes do Nepal, Maldivas, Seri Lanca e Butão. Em 15 de março, após uma videoconferência dos líderes da SAARC, ele alocou 74 crores de rúpia indiana (10 milhões de dólares) de fundos classificados como Fundo de Emergência da COVID-19 para os países da SAARC.

#### Conferência G20
Modi convocou uma conferência virtual G20 para discutir métodos para combater o COVID-19 e salvaguardar a economia global. Esta etapa foi bem apreciada e bem recebida pelos líderes da Rússia, Estados Unidos da América e Arábia Saudita.

#### Discurso à nação
Em 19 de março, Modi pediu a todos os cidadãos que seguissem o 'Janata Curfew' (toque de recolher das pessoas) das 7 às 21 horas no domingo, 22 de março. Ele implorou a todos os indianos que ficassem em casa pelas próximas semanas e, se possível, também trabalhassem em casa. Ele também pediu aos cidadãos que subissem no telhado ou na varanda de suas casas às 17 horas do dia 22 de março e batessem palmas para apreciar o trabalho duro dos serviços de emergência, como médicos, polícia, profissionais de saúde, serviços de emergência médica, funcionários do governo, entrega em domicílio. serviços e afins. A formação da Força-Tarefa de Resposta Econômica ao COVID-19 foi anunciada durante o discurso ao vivo ao país.
Na noite do toque de recolher, Modi em uma série de tweets escreveu: "Janata Curfew é apenas o começo de uma longa batalha contra o COVID-19". Ele alertou as pessoas contra a complacência e pediu que elas não considerassem isso uma vitória e comemorassem. Ele também pediu para que as pessoas não deixassem as casas nos distritos e estados onde o bloqueio foi anunciado.
Em 24 de março, o primeiro-ministro Narendra Modi, enquanto se dirigia ao país, disse que o bloqueio acontecerá em todo o país a partir da meia noite. Para salvar a Índia, todos os cidadãos do país estariam sendo proibidos a partir da meia noite. Nisso, anunciou um bloqueio completo por 21 dias. Ele apelou ao povo para permanecerem em casa, alegando que o bloqueio é muito importante para o futuro da nação. O primeiro-ministro aconselhou as pessoas a não sair de casa a qualquer custo.
Ele também anunciou que o governo da Índia alocou 15.000 crores de rúpia indiana para desenvolver a assistência médica do país e torná-la eficiente o suficiente para lidar com a ameaça do coronavírus imediatamente. O dinheiro será usado para desenvolver instalações de teste, EPIs, UTIs, ventiladores e na formação de profissionais da área médica.

#### Conferência de Ministros
Modi, em 20 de março de 2020, interagiu com os ministros-chefe de vários estados por meio de uma videoconferência para discutir medidas de combate ao COVID-19 e os preparativos do estado para evitar novos casos.
O primeiro-ministro Narendra Modi e o ministro de produtos químicos e fertilizantes D. V. Sadananda Gowda interagiram com os líderes da indústria farmacêutica por meio de videoconferência.
O primeiro-ministro disse que os produtores e distribuidores de produtos farmacêuticos têm um papel crucial a desempenhar no combate ao desafio do COVID-19. Ele disse que não apenas a indústria precisa garantir a manutenção das linhas de suprimento de medicamentos essenciais, kits médicos e equipamentos, mas também deve tentar encontrar soluções novas e inovadoras.
Ele disse que o governo está comprometido em ajudar a indústria a manter o fornecimento de princípios ativos (API). Ele disse que, para garantir a produção de medicamentos e equipamentos médicos no país, o governo aprovou esquemas no valor de 10.000 crores e 4.000 crores de rúpia indiana, respectivamente.
O primeiro-ministro solicitou aos líderes da indústria que trabalhassem na fabricação de kits de diagnóstico de RNA para COVID-19 em pé de guerra.

### Medidas preventivas
Medidas de proteção foram aplicadas pela primeira vez em janeiro. O governo da Índia emitiu um aviso de viagem para seus cidadãos, principalmente para Uane, onde estudam cerca de 500 estudantes de medicina indianos. Dirigiu sete grandes aeroportos internacionais para realizar a triagem térmica de passageiros que chegavam da China.
No início e meados de março, o governo havia elaborado planos para lidar com o agravamento da pandemia no país, que inclui sete ministérios trabalhando juntos para estabelecer instalações adicionais de quarentena e tratamento em todo o país. Os estados e vinte ministérios, incluindo residências, defesa, ferrovias, trabalho, assuntos minoritários, aviação e turismo, foram informados do plano de contenção. Também foram feitos planos para evitar uma situação de pânico. Foi atribuída ao Ministério de Têxteis a tarefa de garantir a disponibilidade de materiais médicos e de proteção. O Departamento de Produtos Farmacêuticos teve a tarefa de garantir a disponibilidade de medicamentos essenciais. Foi solicitado ao Ministério de Assuntos do Consumidor, Alimentação e Distribuição Pública que garantisse a disponibilidade dos itens essenciais.
Em 15 de março, o Partido do Povo Indiano realizou uma campanha pública para aumentar a conscientização sobre o coronavírus no Rajastão.
A Organização Indiana de Pesquisa Espacial (ISRO) adotou precauções contra a pandemia em suas três instalações em Tiruvanantapura, Querala. As instalações suspenderam a digitalização biométrica de impressões digitais, catracas de entrada desativadas e reuniões internas limitadas e viajam ao mínimo enquanto intensificam a vigilância médica. No entanto, os horários das missões não foram afetados.
Em 17 de março, o Governo da Índia emitiu um comunicado pedindo a todos os estados indianos que adotassem medidas de distanciamento social como estratégia preventiva até 31 de março. O governo pediu também que todas as forças paramilitares (CAPFs) entrassem em modo de batalha. Também foi formada uma Força-Tarefa de Resposta Econômica ao COVID-19.

### Telefones de apoio
À luz da pandemia em curso, o governo da Índia e os governos estaduais da Índia estabeleceram helplines nacionais e estaduais, respectivamente.

### Anúncios legais
Em 11 de março de 2020, o Secretário do Gabinete da Índia anunciou que todos os estados e UTs deveriam invocar as disposições da Seção 2 da Lei de Doenças Epidêmicas, de 1897.
Em 14 de março, o governo central declarou a pandemia como um "desastre" nos termos da Lei de Gerenciamento de Desastres de 2005, permitindo que os estados gastassem uma parte maior dos fundos do Fundo Estadual de Resposta a Desastres (SDRF) para combater o vírus.

### Restrições de viagem e entrada
Em 3 de março de 2020, o governo indiano suspendeu a emissão de novos vistos e vistos já emitidos para nacionais da Itália, Irão, Coreia do Sul e Japão. Em 4 de março de 2020, o Ministro da Saúde e Bem-Estar Familiar, Dr. Harsh Vardhan, anunciou a triagem obrigatória de todos os passageiros internacionais que chegam à Índia. Ele também disse que cerca de 589.000 pessoas foram verificadas nos aeroportos, mais de um milhão na fronteira com o Nepal e cerca de 27.000 estavam sob vigilância comunitária. O governo também iniciou a triagem universal para todos os passageiros que voaram para o exterior. Anteriormente, apenas passageiros vindos da China, Hong Kong, Japão, Coreia do Sul, Tailândia, Cingapura, Nepal, Indonésia, Vietnã e Malásia foram verificados.
Em 11 de março de 2020, o governo indiano suspendeu todos os vistos para a Índia a partir da meia noite de 13 de março de 2020, exceto diplomáticos, oficiais, Organizações das Nações Unidas/Internacionais, vistos de emprego e projetos até 15 de abril de 2020. A Índia também suspendeu o recurso de viagens sem visto para portadores de cartão OCI até 15 de abril de 2020 e todos os cidadãos indianos vindos de países atingidos pelo COVID-19 após 15 de fevereiro precisavam ficar em quarentena por 14 dias.
A partir de 18 de março, a entrada de viajantes da União Europeia, Reino Unido e Turquia foi proibida até 31 de março. Isso foi seguido pela proibição de outros países, como Afeganistão, Filipinas e Malásia.
Como medida de precaução, o Ministério das Relações Internas suspendeu temporariamente as viagens e o registro para Sri Kartarpur Sahib de 16 de março até novas ordens. Siquim restringiu a entrada de turistas domésticos no estado a partir de 17 de março e pediu que os que já estivessem no estado fossem embora. Himachal Pradexe proibiu a entrada de turistas estrangeiros e domésticos em 19 de março até novo aviso. Outros estados se seguiram, como Uttarakhand, que também proibiu turistas até novas ordens. O Panjabe proibiu o uso de transporte público em 21 de março.

### Fechamento de fronteiras internacionais
- Em 9 de março, o governo de Mizorão selou fronteiras internacionais com Bangladexe e Mianmar para impedir a propagação do vírus.[53] O ministro-chefe de Manipur, N. Biren Singh, ordenou o fechamento do Portão 1, Portão 2 na cidade fronteiriça de Moreh e outros pontos de passagem ao longo da fronteira Índia-Mianmar.[54]
- Em 13 de março, o governo da Índia suspendeu todo o tráfego internacional de passageiros dentro e fora dos postos de controle de fronteira entre Índia-Bangladexe, Índia-Nepal, Índia-Butão e Índia-Mianmar.[55]
- Em 15 de março, o governo também suspendeu o tráfego nos postos de verificação de terras indo-paquistanesas com efeito a partir da meia noite de 16 de março.[56]

### Bloqueio
Em 22 de março, o governo da Índia decidiu bloquear completamente 82 distritos em 22 estados e territórios da União do país onde casos confirmados foram relatados até 31 de março. Às 6 horas da manhã de 23 de março, Nova Deli foi fechada até pelo menos 31 de março. Serviços essenciais e commodities deveriam continuar. 80 cidades, incluindo grandes cidades como Bengaluru, Chenai, Bombaim, Chandigar e Calcutá, também foram fechadas. Movimentos interestaduais são permitidos durante o período de bloqueio. No entanto, alguns estados fecharam suas fronteiras.
Em 23 de março, os governos estaduais anunciaram o bloqueio de 75 distritos onde os casos foram relatados.
Em 24 de março, o primeiro-ministro Narendra Modi anunciou um bloqueio completo em todo o país, a partir da meia-noite por 21 dias.

### Evacuações

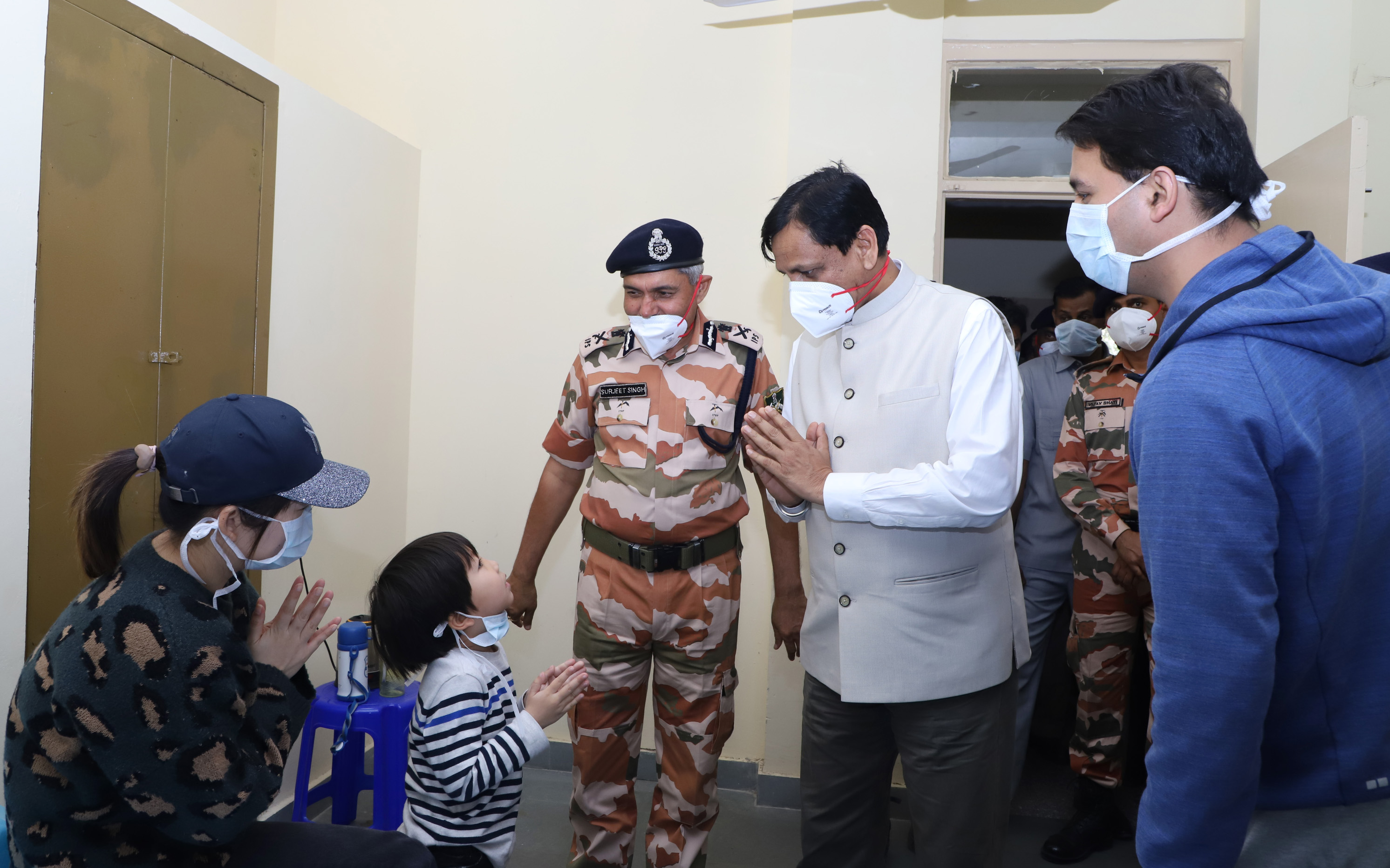
O Ministro de Relações Internas, Nityanand Rai, visita os isolados no Centro de Quarentena de Coronavírus, após a conclusão de seu período de quarentena necessário, no ITBP Chhawla Center, em Nova Deli, em 13 de março de 2020.

O Ministério das Relações Exteriores do ministro Subrahmanyam Jaishankar, da Air India e da Força Aérea Indiana conseguiram evacuar muitos cidadãos indianos e certos estrangeiros das áreas afetadas pelo vírus.
- Em 1 de fevereiro, a Índia evacuou 324 pessoas, incluindo três menores, 211 estudantes e 110 profissionais da região de Uane em sua primeira evacuação de voo da Air India.[69][70]
- Em 2 de fevereiro, a Índia evacuou um segundo voo da Air India transportando 323 indianos e sete maldivos da região de Uane.[71][72]
- Em 7 de fevereiro, o Brasil evacuou 34 brasileiros, quatro poloneses, um chinês e um indiano de Uane por aviões da Força Aérea.[73]
- Em 27 de fevereiro, a Força Aérea Indiana evacuou 112 pessoas de uane, incluindo 76 nacionais indianos e 36 estrangeiros (23 nacionais de Bangladexe, 6 da China, 2 de Mianmar e Maldivas e um da África do Sul, EUA e Madagáscar). Este foi o terceiro voo de evacuação enviado pela Índia para Uane. A Índia também forneceu 15 toneladas de assistência médica, incluindo máscaras, luvas e outros equipamentos médicos de emergência para a China através do mesmo voo da IAF.[74][75] No mesmo dia, 124 pessoas — 119 indianos e cinco nacionais do Seri Lanca, Nepal, África do Sul e Peru foram evacuadas do Japão por um voo da Air India.[76]
- Em 10 de março, o avião de transporte C-17 Globemaster da Força Aérea Indiana evacuou 58 peregrinos indianos do Irão, o voo decolou da Base Aérea de Hindon, Gaziabade, na noite de 9 de março. Também trouxe de volta outros 44 passageiros em 11 de março do Irão.[77][78][76]
- Em 11 de março, 83 pessoas foram evacuadas da Itália pela Air India. Os evacuados eram 74 cidadãos indianos e 9 cidadãos americanos de origem indiana. Todos os evacuados foram colocados em quarentena por 14 dias em uma instalação do exército.[79]
- Em 15 de março, 218 indianos da Itália foram evacuados por um voo especial da Air India. Os evacuados trazidos para Nova Deli foram transferidos para o campo da polícia da fronteira indo-tibetana na área de Chhawla, onde permaneceram em quarentena por 14 dias.[80] Mais tarde, 234 cidadãos indianos, incluindo 131 estudantes e 103 peregrinos, foram evacuados do Irão, permanecendo em quarentena por 14 dias nas instalações do centro de bem-estar do exército indiano em Jaisalmer.[81][82]
- Em 16 de março, 53 indianos, que incluem 52 alunos e 1 professor, foram evacuados das cidades de Teerã e Xiraz, no Irão, e foram colocados em quarentena no centro de bem-estar do Exército, Jaisalmer.[83]
- Em 22 de março, 263 indianos foram evacuados pela Air India de Roma, Itália e depois foram colocados em quarentena no campo da polícia de fronteira indo-tibetana, perto de Deli.[84]

### Ação legal
Entre 9 e 21 de março, vários tipos de ações legais foram tomadas, como um FIR que foi registrado contra um homem em Arunachal Pradexe por supostamente postar informações enganosas nas mídias sociais sobre o surto; um químico foi contratado para vender máscaras N95 mais de quatro vezes mais que o preço fixo no distrito de Cangra, em Himachal Pradexe; A polícia de Lucnau apresentou um FIR contra a cantora de Bollywood, Kanika Kapoor, por suposta negligência em conformidade com as diretrizes necessárias, após seu retorno de Londres.
Em 16 de março, o pai de uma mulher, cujo marido havia testado positivo para o coronavírus em Bangalore, foi autuado pela polícia de Agra por autoridades supostamente enganosas sobre o paradeiro de sua filha, que era uma paciente suspeita. Em 18 de março, foi registrado um caso contra o proprietário de uma loja de móveis em Bhiwandi, no distrito de Tana, Maarastra, por emitir um anúncio enganoso, alegando que os colchões vendidos em sua loja curavam a doença. Em 24 de março, um homem de 54 anos de Ernaculão, que desembarcou de Chenai no Aeroporto Internacional de Cochim em 23 de março, foi preso por supostamente se recusar a seguir as instruções dadas pelos médicos. Em 24 de março, foi registrado um caso contra uma fábrica de Coca-Cola em Himachal Pradexe por operar em violação da ordem de bloqueio. 255 pessoas em Bengala Ocidental foram presas por violar ordem de restrição e foram processadas sob a seção 188 do IPC.

### Resposta dos governos estaduais
Os governos estaduais tomaram várias medidas para conter a propagação do vírus.

## Testes e contramedidas

### Testes
| Resumo dos resultados do teste | Resumo dos resultados do teste |
| ------------------------------ | ------------------------------ |
| Amostras testadas              | 20.864                         |
| Indivíduos testados            | 19.974                         |
| Testes positivos               | 482                            |
| Em 24 de março                 |                                |

A sala de guerra e a equipe de formulação de políticas do Ministério da Saúde da União em Nova Deli consistem na Unidade de Resposta Médica de Emergência do ministério, na Unidade Central de Vigilância (IDSP), no Centro Nacional de Controle de Doenças (NCDC) e em especialistas de três hospitais governamentais. Eles fazem parte de decisões políticas para decidir como o coronavírus deve ser tratado no país. Uma estratégia de contenção de cluster está sendo adotada principalmente, semelhante à forma como a Índia continha epidemias anteriores, além de "quebrar a cadeia de transmissão". Quinze laboratórios em toda a Índia, liderados pelo Instituto Nacional de Virologia (NIV), estão testando o vírus, com mais laboratórios sendo treinados. Em 14 de março, 65 laboratórios foram nomeados capazes de testar o vírus — embora em 17 de março nem todos estejam totalmente funcionais.
Em 14 de março, cientistas do Instituto Nacional de Virologia isolaram uma cepa do novo coronavírus. Ao fazer isso, a Índia se tornou o quinto país a obter com sucesso uma amostra pura do vírus, depois da China, Japão, Tailândia e EUA. O Conselho Indiano de Pesquisa Médica (ICMR) disse que o isolamento do vírus ajudará a acelerar o desenvolvimento de medicamentos, vacinas e kits de diagnóstico rápido no país. A NIV compartilhou duas sequências do genoma SARS-CoV-2 com o GISAID.
Inicialmente, os laboratórios testaram amostras apenas daqueles com histórico de viagens para 12 países designados como de alto risco, ou daqueles que entraram em contato com alguém com resultado positivo para o coronavírus ou que apresentavam sintomas de acordo com as diretrizes do governo. Em 20 de março, o governo decidiu incluir também todos os casos de pneumonia, independentemente do histórico de viagens ou contatos, depois que o país viu um aumento acentuado no número de casos. O primeiro e o segundo teste confirmatório do vírus foram liberados pelo governo. Em 14 de março, o Instituto Nacional de Virologia (NIV) testou cerca de 5.900 amostras de indivíduos em todo o país. O número de testes por milhão no país era 5 em 14 de março. Em comparação, são 26 nos EUA, 76 no Japão, 1.005 na Itália e 4.099 na Coréia do Sul.
O Ministério da Saúde disse que apenas 10% da capacidade de teste foi utilizada por dia a partir de 15 de março, alegando que a quantidade de testes era suficiente. No entanto, os especialistas pensaram que não estavam, dizendo que a transmissão da comunidade pode passar despercebida sem testes adequados. Eles também queriam adicionar mais centros de testes com a inclusão de laboratórios privados. Em meados de março, o governo autorizou laboratórios privados credenciados a testar o vírus.
Os testes para transmissão pela comunidade começaram em 15 de março. 65 laboratórios do Departamento de Pesquisa em Saúde e do Conselho Indiano de Pesquisa Médica (DHR-ICMR) começaram a testar amostras aleatórias de pessoas que apresentam sintomas semelhantes aos da gripe e amostras de pacientes sem histórico de viagens ou contato com pessoas infectadas. Em 18 de março, nenhuma evidência de transmissão na comunidade foi encontrada após os resultados de 500 amostras aleatórias terem resultados negativos.
Em 17 de março, o Ministério da Saúde da União decidiu permitir que laboratórios particulares de patologia testassem o COVID-19. O funcionário do ministério disse que apenas o laboratório do governo pode testar o coronavírus. Ao permitir laboratórios particulares, o trabalho de teste pode ser duplicado. O ministério disse que em breve cerca de 60 laboratórios particulares poderão ser permitidos. Uma vez configurada, uma pessoa pode fazer o teste COVID-19 em um laboratório privado depois que um médico qualificado em uma instalação do governo o recomendar. O ICMR apelou aos laboratórios privados para oferecerem os testes gratuitamente, como os laboratórios do governo.
Em 18 de março, uma autoridade do Ministério da Saúde disse que uma empresa privada suíça chamada Roche Diagnostics recebeu a aprovação de emergência da Food and Drug Administration (FDA) para realizar testes para o coronavírus. O órgão regulador indiano lhes concedeu uma licença para realizar testes de diagnóstico do vírus em 17 de março. O Controlador Geral de Drogas da Índia (DCGI) estava avaliando a concessão de outra licença firme, enquanto duas empresas indianas de diagnóstico também buscavam aprovação para os kits de teste de coronavírus desenvolvidos por elas. O governo também emitiu diretrizes para limitar o custo do teste de amostra por laboratórios privados a 4.500 rúpias indianas.
Em 19 de março, o Dr. Ramanan Laxminarayan, diretor do Centro de Dinâmica, Economia e Política de Doenças, declarou que a Índia pode estar enfrentando um "tsunami de casos dentro de algumas semanas", à medida que os testes aumentam e a razão para o baixo número de casos confirmados atualmente é devido a sub-teste. Ele também disse que, de acordo com modelos matemáticos aplicados nos EUA ou no Reino Unido, pelo menos 20% a 60% da população serão afetados. A aplicação dos mesmos modelos na Índia significa que, na extremidade inferior da estimativa, pode haver 300 milhões de casos, dos quais 4-8 milhões podem ser graves.
Em 24 de março, a empresa de diagnóstico molecular de Pune, Mylab Discovery Solutions, tornou-se a primeira empresa indiana a receber a validação para seus testes de RT-PCR do Instituto Nacional de Virologia. O tempo de execução do teste é de 2,5 horas e a empresa está avaliando o preço em cerca de 1.200 rúpias indianas (17 dólares).
111 laboratórios adicionais para testes entraram em funcionamento em 21 de março. De acordo com o ICMR, 20.864 amostras de 19.974 indivíduos foram testadas em 24 de março, das quais 482 foram confirmadas como positivas.
Em 24 de março, a MyLab Discovery Solutions Pvt Ltd, de Maarastra, sediada em Pune, desenvolveu o primeiro kit de teste de vírus de coroa indígena da Índia, aprovado pelo Conselho Indiano de Pesquisa Médica (ICMR). O custo deste kit é de 80.000 rúpias. Permite testar mais 100 pacientes.

### Tratamento
No Rajastão, uma combinação de medicamentos anti-malária, gripe anti-suína e anti-HIV resultou na recuperação de três pacientes em março. No mesmo mês, o Instituto Indiano de Tecnologia Química, Conselho de Pesquisa Científica e Industrial e a empresa Cipla, lançaram uma joint venture para desenvolver medicamentos anti-COVID-19. Espera-se que o Serum Institute of India, com sede em Pune, solicite ensaios clínicos de certas cepas do Drug Controller General da Índia. De acordo com o presidente da empresa, Adar Poonawalla, uma vacina para COVID-19 será entregue dentro de um ano; no entanto, pode não ser eficaz em 20 a 30% das pessoas.
Em 23 de março, a Força-Tarefa Nacional para COVID-19, constituída pelo Conselho Indiano de Pesquisa Médica, recomendou o uso de hidroxicloroquina no tratamento de COVID19 em casos de alto risco.

## Impacto

### Estabelecimentos comerciais
Em 19 de março, o ministro-chefe de Deli, Arvind Kejriwal, anunciou o fechamento de todos os restaurantes da capital até 31 de março, em vista do crescente caso de coronavírus. Ele disse que haverá uma proibição de comer em restaurantes, mas a entrega de alimentos continuará. Ele também disse que 20 ou mais pessoas não poderão se unir em nenhum lugar do estado. Em 20 de março, em Lucnau, todos os restaurantes, hotéis e confeitarias foram fechados até 31 de março.
Em 20 de março, o governo de Deli anunciou o fechamento de todos os shoppings de Deli, restando apenas as lojas de vegetais, mercearias e medicamentos. As lojas de Bombaim, Pune e Nagpur permanecerão fechadas até 31 de março. Durante esse período, os serviços essenciais continuarão. Serviços médicos estarão disponíveis.
Em 22 de março, o ministro-chefe Amarinder Singh, do Panjabe, disse que, diante do coronavírus, o estado ordenou o bloqueio até 31 de março. Todos os serviços essenciais do governo continuarão e as lojas de bens essenciais, como alimentos e medicamentos, permanecerão abertas. O ministro-chefe do Rajastão Ashok Gehlot disse que o veículo público será proibido até 31 de março, além de todos os shoppings e lojas permanecerão fechados.

### Educação
Em 16 de março, o governo central declarou um bloqueio em todo o país de escolas e faculdades. Em 18 de março, a CBSE divulgou diretrizes revisadas para os centros de exames. Isso inclui manter uma distância de pelo menos 1 metro entre os alunos que fazem o exame com uma turma que não tem mais de 24 alunos. Se as salas dos centros de exames forem pequenas, divida os alunos e faça-os sentar em salas diferentes. Em 19 de março, os principais exames da CBSE e JEE foram adiados para 31 de março.
Em 20 de março, o governo de Maarastra cancelou os exames das classes 1 a 8 e promoveu os alunos para as próximas, enquanto os exames das classes 9 e 11 foram adiados para 15 de abril. O Conselho de Educação Secundária de Mádia Pradexe adiou os exames do conselho para as classes 10 e 12 e pediu aos diretores da escola que promovessem ou detenham os alunos das classes 5 a 8 com base em seu desempenho em termos anteriores. Os exames do conselho das classes 10 e 12 foram adiados em Querala. O governo de Assão cancelou todos os exames até 31 de março. A UPSC também adiou a entrevista para o Exame dos Serviços Civis de 2019, que será realizado de 23 de março a 3 de abril. Os exames do SSC em Tamil Nadu e Puducherry foram adiados para 15 de abril.

### Economia
Um relatório da ONU estimou um impacto comercial de 348 milhões de dólares na Índia devido ao surto, tornando a Índia uma das 15 economias mais afetadas do mundo. O Banco Asiático de Desenvolvimento estimou que o surto poderia causar perdas de até 29,9 bilhões de dólares para a economia da Índia. Em 9 de março, o BSE SENSEX fechou com queda de 1.942 pontos, para 35.635, enquanto o NSE Nifty 50 caiu 538 pontos, para 10.451.

## Subnotificação
A Índia entrou na pandemia com um sistema de registro de óbitos que registrava apenas 92 em cada 100 mortes. Um terço dos corpos não recebe nenhuma aferição médica após a morte, e 4 em cada 5 mortes não são certificadas clinicamente - o que significa que a causa da morte não é oficialmente estabelecida. Com as falhas do sistema, uma alta subnotificação dos óbitos causados pela pandemia da COVID-19 torna-se provável. 
Algumas pesquisas buscaram estimar, seja no âmbito local ou nacionalmente, a real mortalidade na Índia. Pesquisadores encontraram que em Madhya Pradesh, a mortalidade em excesso de 2021 foi mais de 40 vezes superior ao número oficial de mortes do COVID-19 no mesmo período. Andhra Pradesh pareceu ter subnotificação similar, com uma disparidade menor em Tamil Nadu.
 

Em uma colaboração entre dezenas de especialistas e o The New York Times, foram analisadas as contagens de casos e mortes ao longo do tempo na Índia, juntamente com os resultados de testes de anticorpos em grande escala, para chegar a várias estimativas possíveis para a verdadeira escala de mortes no país. Enquanto os dados oficiais do governo apresentavam 307.231 mortes em 24 de maio de 2021, as estimativas do Times colocavam a mortalidade real entre 600 mil e 4,2 milhões de mortos, com o cenário mais provável sendo de 1,6 milhão de mortos - ou cerca de 5 vezes mais do que os números oficiais indicariam. 